# Gumanac
Gumanac je nenaseljeni otočić južno of otoka Kaprije. Najbliži otok je Mišjak Veli, oko 350 metara jugozapadno.
Površina otoka je 2.578 m2, a visina oko 1 metar.